# هورست نیماک
هورست نیماک (به آلمانی: Horst Niemack) (۱۰ مارس ۱۹۰۳ – ۷ آوریل ۱۹۹۲) نظامی بلندپایه آلمانی در دوره رایش سوم بود که در جریان جنگ جهانی دوم یگان‌های زرهی مختلفی را فرماندهی کرد.

## خدمت
هورست نیماک روز ۱۰ مارس سال ۱۹۰۳ در هانوفر زاده شد. سال ۱۹۲۷ به عنوان افسر دانشجو به رایشسور پیوست و از سال ۱۹۳۱ با درجه ستوان دوم خدمت خود را آغاز کرد. با قرار گرفتن در هنگ ۱۸ سواره‌نظام، به یک سوارکار خبره بدل گشت و در بسیاری از مسابقات سوارکاری شرکت کرد. مدتی در به عنوان بازرس در دانشکده سواره‌نظام بود و سپس با آغاز جنگ جهانی دوم، ماه اکتبر سال ۱۹۳۹ به یک یگان شناسایی منتقل شد. گردان ۵ شناسایی را در نبرد فرانسه فرماندهی کرد. این گردان به عنوان نخستین یگان به رود مارن رسید تا نشان عالی صلیب شوالیه صلیب آهنین را روز ۱۳ ژوئیه سال ۱۹۴۰ برای نیماک به ارمغان آورد.
هنگام آغاز عملیات بارباروسا، تهاجم به شوروی، یگان نیمان به سمت اورلیا در بلاروس یورش برد و دشمن مقابل خود را تلفات سنگین عقب راند. نیماک با تعقیب دشمن مسیر اصلی پشت سر آن را قطع کرد. توپ‌های ضدتانک و توپخانه گردان راه را برای پنج روز تمام بسته بودند و چندین حمله دشمن را دفع نمودند. به قدردانی از این عمل برجسته، سرگرد نیماک که خود زخم جدی برداشته بود، مفتخر به دریافت برگ‌های بلوط نشان صلیب شوالیه در روز ۱۰ اوت سال ۱۹۴۱ شد. 
در طول دوره بهبودی بخش سواره‌نظام دانشکده نیروهای متحرک پوتسدام-کرامپنیتس را فرماندهی کرد. ماه فوریه سال ۱۹۴۳ با درجه سرهنگ دوم در قالب هنگ ۲۶ پانتسرگرنادیر از لشکر بیست‌وچهارم زرهی به میدان نبرد بازگشت. ماه اکتبر فرماندهی هنگ فوزیلیِر گروس‌دویچلانت را بر عهده گرفت. از ماه مه سال ۱۹۴۴ با تجهیز کامل هنگ به نیمه‌شنی‌های زره‌پوش پیشوند «پانتسر» به عنوان آن افزوده شد. نیماک با این یگان نبردهای سختی را تجربه کرد که گاهی به رزم تن‌به‌تن بدل می‌شد. پس از مشارکت در چند حمله موفق در شمال یاسی در رومانی روز ۴ ژوئن سال ۱۹۴۴ شمشیرهای صلیب شوالیه را دریافت کرد. ماه اوت نیمه‌شنی فرماندهی نیماک مورد اصابت مستقیم آتش دشمن قرار گرفت. او را آخرین لحظه از لاشه مشتعل بیرون کشیدند و بلافصله به بیمارستانی در برلین فرستادند. جراحان به سختی موفق شدند از قطع دست چپ او جلوگیری کنند.
نیماک ماه ژانویه سال ۱۹۴۵ مجدداً راهی خط مقدم شد و روز ۵ فوریه با درجه سرهنگی فرماندهی لشکر زرهی لی‌یِر را از سرلشکر فریتس بایرلاین تحویل گرفت. متعاقباً به درجه سرتیپ ترفیع یافت. در نبردهای محاصره رور حضور داشت و دوباره روز ۲ آوریل در وینتربورگ در درگیری با نیروهای آمریکایی به شدت زخمی شد. در بیمارستان بستری بود که جنگ به پایان رسید.
پس از جنگ حرفه خود در ورزش سوارکاری را ادامه داد و رئیس کمیته ملی المپیک آلمان بود. او همچنین از سال ۱۹۵۴ رئیس انجمن دارندگان نشان صلیب شوالیه شد. به عنوان سرتیپ نیروهای زرهی در نیروی زمینی آلمان غربی خدمت کرد و نشان صلیب کبیر شایستگی به او اعطا گردید. سرتیپ هورست نیماک در نهایت ماه آوریل سال ۱۹۹۲ در هانوفر درگذشت.